# Jonas Okétola
Jonas Flavien Okétolakpo (Abomey, 27 agosto 1983) è un ex calciatore beninese, di ruolo centrocampista.

## Biografia
Nel gennaio del 2009 viene squalificato per due anni, dopo essere risultato positivo ad un controllo anti-doping.

## Carriera

### Club
Comincia a giocare nelle giovanili del Dragons, con cui debutta in prima squadra e vi gioca fino al 2003. Nel 2004 si trasferisce all'Enyimba. Nel 2006 passa al Kwara United. Nel 2007 viene acquistato dal Thanda Royal Zulu. Dopo aver scontato la squalifica, viene tesserato dal Küçük Kaymaklι. Nel 2012 passa all'Eco FC.

### Nazionale
Debutta in Nazionale nel 2000. Ha collezionato in totale, con la maglia della Nazionale, 25 presenze e due reti.

## Palmarès

### Club

#### Competizioni nazionali
- Première Division (Benin): 2

Dragons: 2002, 2003
- Nigeria Premier League: 1

Enyimba: 2005
- Coppa di Nigeria: 1

Enyimba: 2005